# Varsity Stadium
Varsity Stadium est un stade de football universitaire, domicile des Varsity Blues et des équipes sportives de l'Université de Toronto, à Toronto, Ontario, Canada.

## Histoire
Bien que la structure actuelle du stade est construite en 2007, celui-ci est en fait l'incarnation du troisième grand stade à occuper le même site depuis 1898. Varsity Stadium a déjà accueilli la Coupe Grey, la Coupe Vanier, et les demi-finales de soccer des Jeux olympiques d'été de 1976. Il est aussi un ancien domicile des Argonauts de Toronto.

## Anciens clubs résidents
- Argonauts de Toronto (Ligue canadienne de football) (1898–1907, 1916–1924 et 1925–1958)
- Toronto City (en) (United Soccer Association (en)) (1967)
- Toronto Metros-Croatia (en) (NPSL (en)/NASL) (1967-1968)
- Blizzard de Toronto (NASL) (1979-1984 et 1993)
- Lynx de Toronto (USL) (1997-2001)
- Toronto Rifles (en) (Continental Football League (en)) (1966-1967)

## Événements accueillis
- 29 Coupe Grey de football canadien (record) (1911, 1914, 1915, 1920, 1921, 1923, 1924, 1926, 1927, 1930, 1934, 1936-1938, 1940 (match aller), 1941-1943, 1945-1954, 1956-1957)
- 21 Coupe Vanier de football canadien (record) (1965–1972, 1976–1988)
- Toronto Rock and Roll Revival (1969)